# 15e parallèle nord
Pour les articles homonymes, voir 15e parallèle.
Le 15e parallèle nord est le parallèle géographique joignant les points de la surface de la Terre dont la latitude est égale à 15° nord.
Il passe par l'Afrique, l'Asie, l'océan Indien, l'océan Pacifique, l'Amérique centrale et l'océan Atlantique.

## Pays et mers traversés
En partant du méridien de Greenwich et en se dirigeant vers l'est, le 15e parallèle nord traverse les pays suivants :
- Mali
- Niger
- Tchad
- Soudan
- Érythrée
- Somalie
- Mer Rouge
- Yémen
- Océan Indien
- Inde
- Golfe du Bengale
- Birmanie
- Thaïlande
- Laos
- Viêt Nam
- Mer de Chine méridionale
- Philippines
- Océan Pacifique
- Îles Mariannes du Nord
- Océan Pacifique
- Mexique
- Guatemala
- Honduras
- Nicaragua
- Honduras
- Mer des Caraïbes
- Océan Atlantique
- Cap-Vert
- Sénégal
- Mauritanie
- Mali
- Burkina Faso